# Estação Arroios
Arroios é uma estação do Metropolitano de Lisboa. Situa-se no concelho de Lisboa, em Portugal, entre as estações Alameda e Anjos da Linha Verde. Foi inaugurada a 18 de junho de 1972 em conjunto com as estações Alvalade, Roma, Areeiro, e Alameda, no âmbito da expansão desta linha à zona de Alvalade.

## Descrição
Esta estação está localizada na Av. Almirante Reis, junto ao cruzamento com a Rua José Falcão, possibilitando o acesso à Praça do Chile. O projeto arquitetónico original é da autoria do arquiteto Dinis Gomes e as intervenções plásticas da pintora Maria Keil. À semelhança das mais recentes estações do Metropolitano de Lisboa, está equipada para poder servir passageiros com deficiências motoras, contando com vários elevadores que facilitam o acesso às plataformas.

## Ampliação
Até 2021, as plataformas desta estação apenas permitiam a paragem de composições com quatro carruagens. Em fevereiro de 2017, o Metropolitano de Lisboa lançou um concurso público para a ampliação e remodelação desta estação, uma intervenção orçada em 5,9 milhões de euros e que teria uma duração estimada de dois anos.
A 19 de julho de 2017, a estação foi encerrada ao público para permitir o desenvolvimento de trabalhos relacionados com as obras de reabilitação e expansão. Em janeiro de 2019, o Metropolitano de Lisboa tomou posse administrativa da obra após rescindir o contrato com o empreiteiro responsável pelos trabalhos a decorrer nesta estação devido a incumprimento dos prazos estabelecidos.
Em meados de 2019, foi lançado um novo concurso para conclusão das obras nesta estação, cujo auto de consignação foi assinado no início de 2020, e as quais tinham um prazo de execução previsto de 18 meses.
A 14 de setembro de 2021, a estação reabriu totalmente renovada, contando agora com três elevadores, dois entre as plataformas e o átrio norte e um entre o átrio norte e a superfície, tornando-a acessível a indivíduos de mobilidade reduzida. Foi inserido um painel de azulejos da autoria de Nikias Skapinakis numa das plataformas assim como mantidas as intervenções plásticas originais de Maria Keil.
 

A 26 de setembro de 2023, foi inaugurado um busto em bronze de Salvador Allende, Presidente do Chile de 4 de novembro de 1970 a 11 de setembro de 1973, da autoria da artista Margarida Santos. Na cerimónia de inauguração estiveram presentes o Primeiro-Ministro, António Costa, e a Embaixadora do Chile em Portugal, Marina Teitelboim. A escultura foi doada ao Metropolitano de Lisboa pela Embaixada do Chile em Portugal através de um Protocolo de Cooperação Cultural.

## Acessos

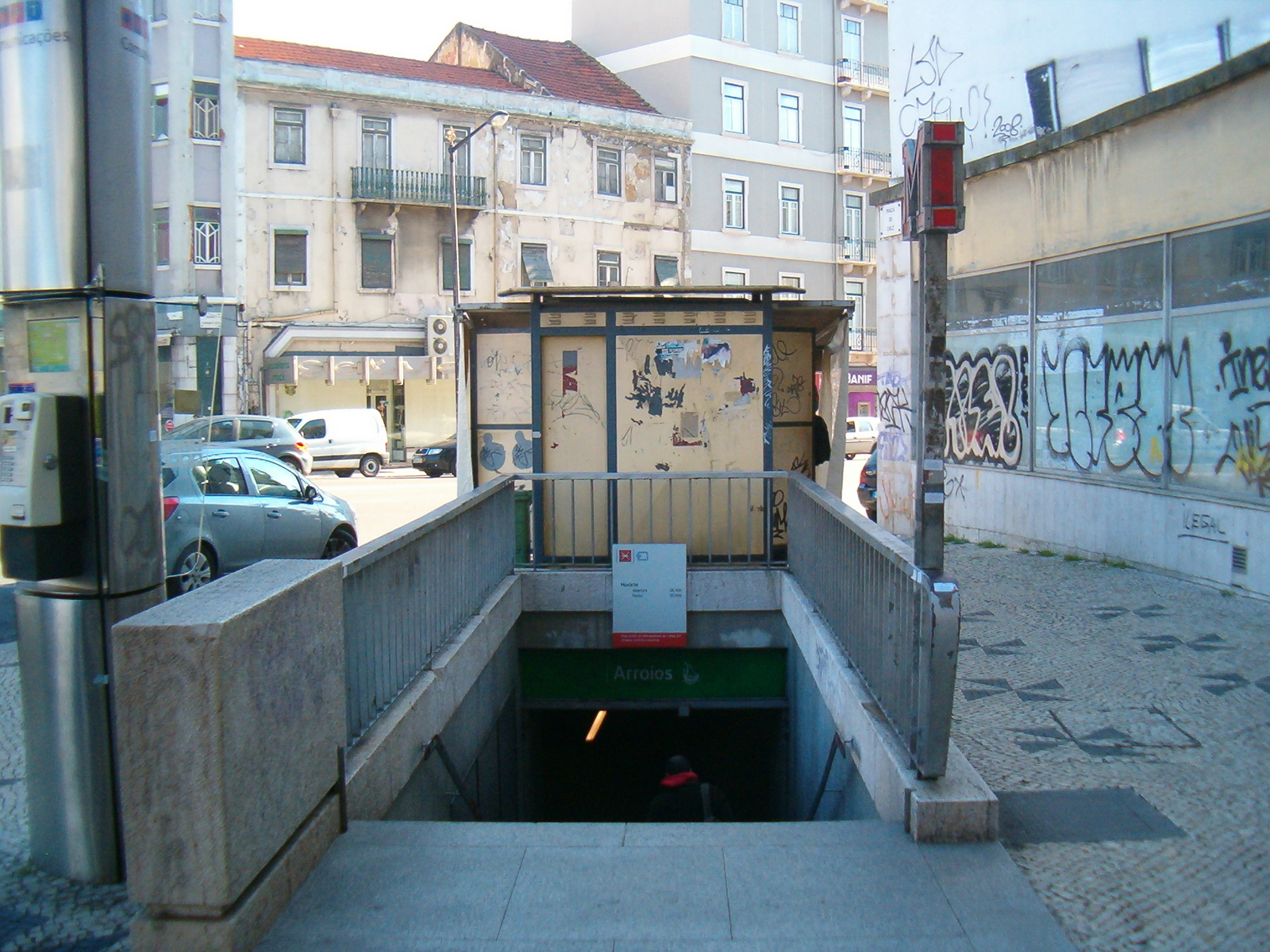
Um dos acessos da estação na Praça do Chile (Acesso 2)

Esta estação conta com quatro acessos pedonais e um elevador entre o átrio norte e a superfície:
- Acesso 1 - está localizado na esquina sudeste da Praça do Chile, entre a Av. Almirante Reis e a Rua Morais Soares. Está direcionado para nordeste e conta com escadas pedonais.
- Acesso 2 - está localizado na esquina sudoeste da Praça do Chile, entre a Av. Almirante Reis e a Rua António Pereira Carrilho. Está direcionado para noroeste e conta com escadas pedonais.
- Acesso 3 - está localizado no passeio nascente da Av. Almirante Reis, no quarteirão entre a Rua José Falcão e a Rua Pascoal de Melo. Está direcionado para sul e conta com escadas pedonais.
- Acesso  4 - está localizado no passeio poente da Av. Almirante Reis, no quarteirão entre a Rua José Falcão e a Rua Pascoal de Melo. Está direcionado para sul e conta com escadas pedonais.
- Elevador - está localizado na esquina sudoeste da Praça do Chile, entre a Av. Almirante Reis e a Rua António Pereira Carrilho, direcionado para sudeste.